# Азавреті
Азавреті (груз. აზავრეთი) — село в Грузії.
За даними перепису населення 2014 року в селі проживає 1161 особа.